# Niederhausen (Nahe)

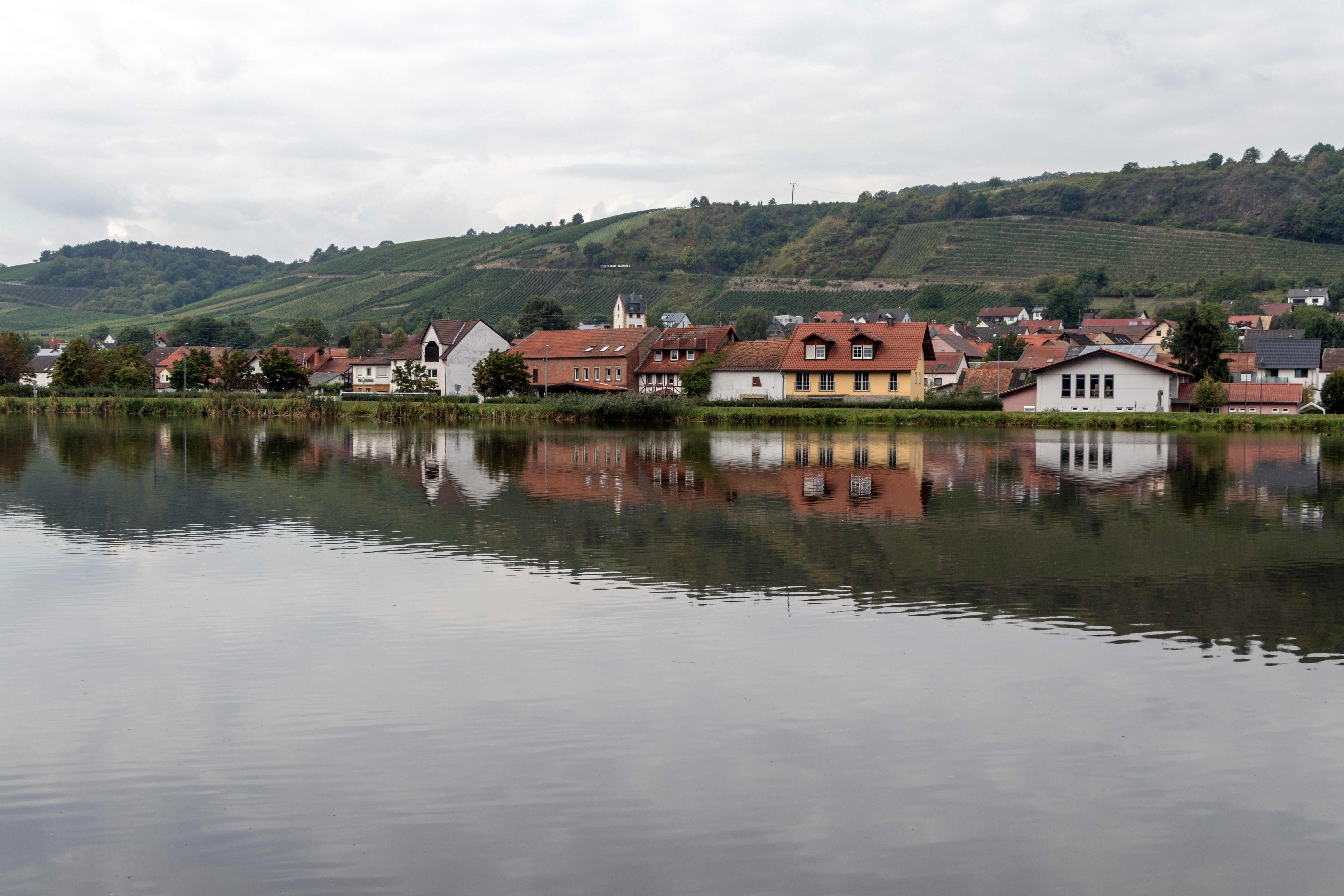
Ortsansicht von Niederhausen, 2019

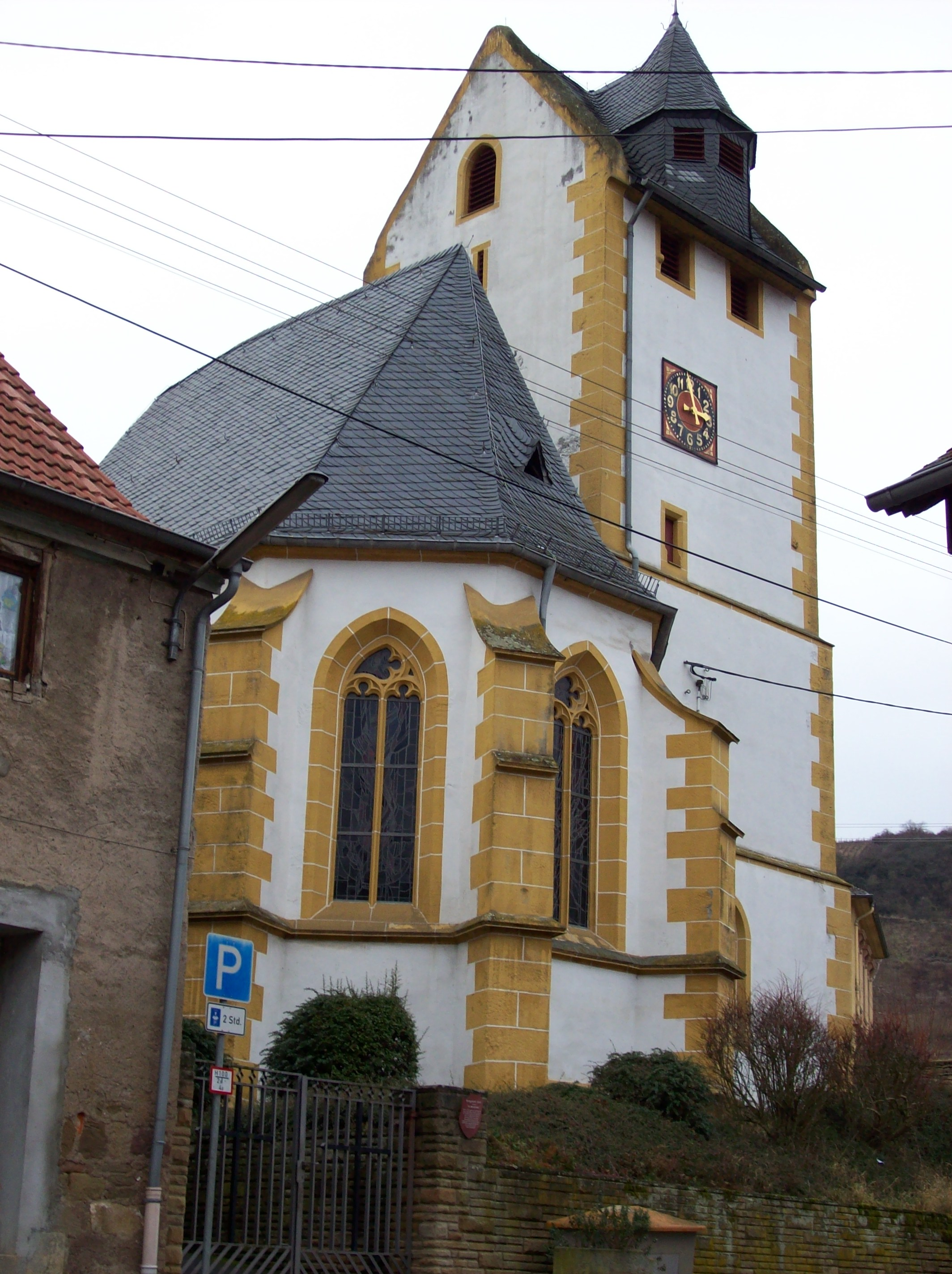
Evangelische Kirche Niederhausen

Niederhausen ist eine Ortsgemeinde im Landkreis Bad Kreuznach in Rheinland-Pfalz. Sie gehört der Verbandsgemeinde Rüdesheim an.

## Geographische Lage
Mit 150 Metern über dem Meeresspiegel liegt der Ort dort, wo die Nahe das Vorland zum Hunsrück und das Pfälzer Bergland voneinander trennt, an einem auslaufenden Südhang unmittelbar an der auf 120 Meter Breite aufgestauten Nahe.

## Geschichte
Niederhausen wurde urkundlich erstmals im Jahre 1238 erwähnt. Besiedelt war der Ort aber mit Sicherheit schon in der Römerzeit, was durch Funde nachgewiesen wurde. Niederhausen fiel im Jahre 1129 an die Grafschaft Veldenz, gehörte ab 1444 zum Herzogtum Pfalz-Zweibrücken und kam 1768 zur Kurpfalz.
In den Zeiten der französischen Revolution wurde das Dorf von 1795 bis 1814 Frankreich angegliedert. Nach dem Wiener Kongress (28. Mai 1815) kam Niederhausen zu Preußen. Grenzsteine, die das Königreich Preußen vom Königreich Bayern trennten, sind noch heute an der südlichen Gemarkungsgrenze zu sehen. Die größte Investition des Königreichs in Niederhausen war die Errichtung der Königlich-Preußischen Weinbaudomäne Niederhausen-Schloßböckelheim zu Beginn des 20. Jahrhunderts.
Statistik zur Einwohnerentwicklung
Die Entwicklung der Einwohnerzahl von Niederhausen, die Werte von 1871 bis 1987 beruhen auf Volkszählungen:
| Jahr | Einwohner |
| 1815 | 312       |
| 1835 | 445       |
| 1871 | 433       |
| 1905 | 509       |
| 1939 | 532       |
| 1950 | 594       |

| Jahr | Einwohner |
| 1961 | 607       |
| 1970 | 562       |
| 1987 | 605       |
| 2005 | 597       |
| 2022 | 567       |

## Politik

### Bürgermeister
Ortsbürgermeisterin ist Christine Mathern. Da bei der Kommunalwahl am 26. Mai 2019 kein Kandidat angetreten war, wurde sie im Juli 2019 einstimmig vom Gemeinderat gewählt und trat damit die Nachfolge von Manfred Kauer an, der nicht mehr kandidiert hatte.
Sie wurde im Juni 2024 wiedergewählt.

## Wirtschaft und Infrastruktur

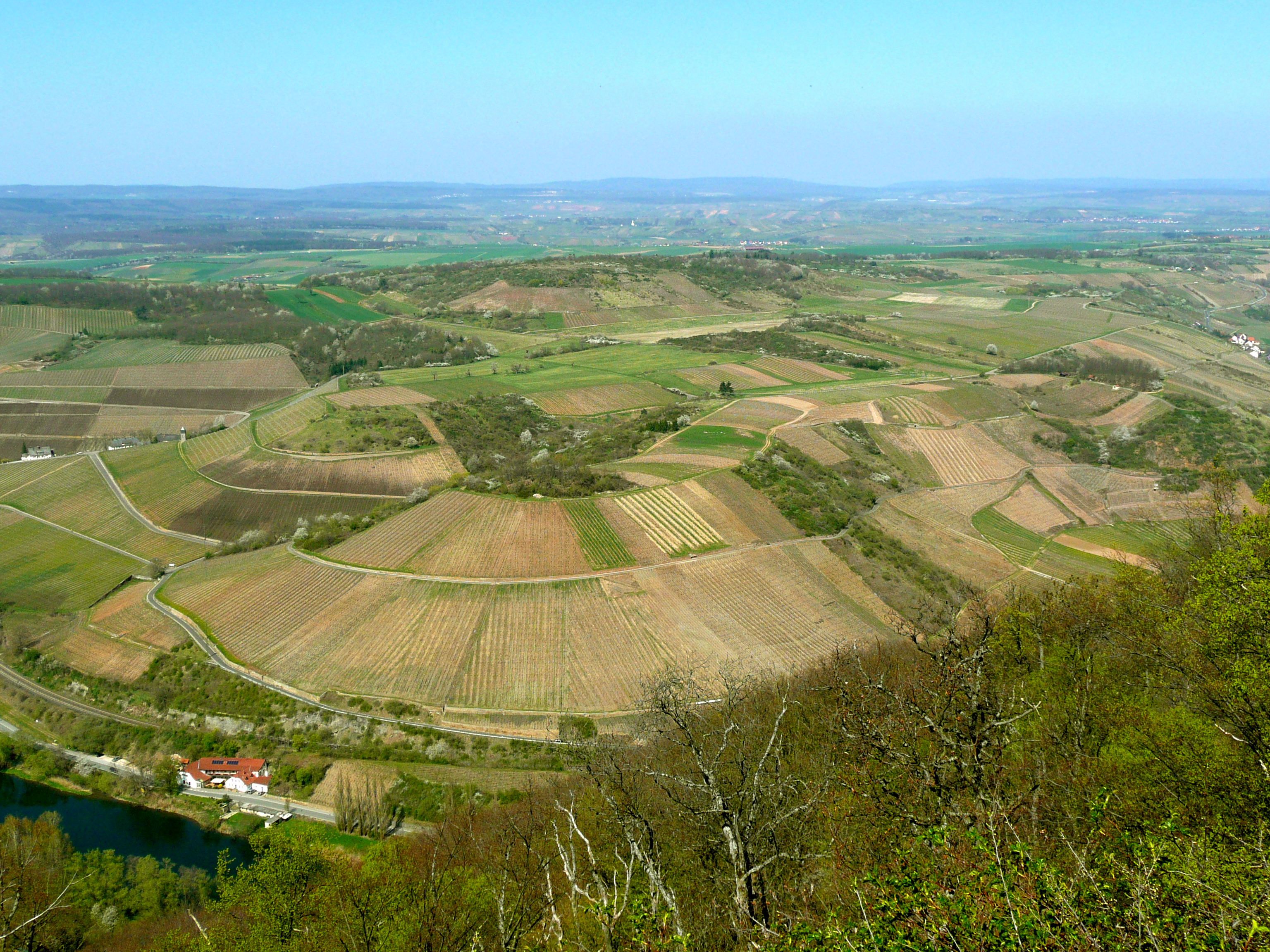
Niederhausen Lagen

Die Struktur in Niederhausen wird wesentlich von Weinbau geprägt, 12 Einzellagen verteilen sich auf ca. 120 ha Rebflächen. Einer der bekanntesten Betriebe war die Königlich-Preußische Weinbaudomäne Niederhausen-Schloßböckelheim. Sie förderte den Weinbau bereits im 19. Jahrhundert, insbesondere gegen das massive Auftreten der aus Amerika eingeschleppten Reblaus und das vermehrte Auftreten von pilzlichen Schädlingen. Die Weinbaudomäne stärkte die Naheweine,
die wegen fehlender Eigenständigkeit oft unter Fremdbezeichnungen, wie „Rüdesheimer“ oder „Rheinwein“, verkauft wurden.
In den Jahren 1926 bis 1928 errichteten die Wasserkraftwerke Niederhausen GmbH in unmittelbarer Nähe des Dorfes den Stausee Niederhausen. Das aus drei Feldern bestehende Wehr in der Nähe des ehemaligen Bahnhofes staut das Wasser an, sodass das Wasser in einem 760 m langen Kanal dem E-Werk zufließt. In der Nähe des Wasserkraftwerkes befindet sich das Besucherbergwerk Schmittenstollen, wo in der Vergangenheit bis 1942 Quecksilber abgebaut wurde. Für weitere Bergbaurelikte in der Gemarkung, siehe Liste von Bergwerken in der Pfalz.

### Verkehr
Niederhausen liegt an der Nahetalbahn Bingen – Saarbrücken. Die Züge passieren den Ort ohne Halt.